# 崔无诐
崔无诐（？—755年），京兆府长安县（今陕西省西安市）人，祖籍博陵郡安平县（今河北省衡水市安平县），出自博陵崔氏博陵大房，唐朝官员。

## 生平
崔无诐的父亲崔从礼是韦皇后的舅舅，景龙年间官至卫尉卿。当时中书令、酂国公萧至忠才能官位一向很高，十分得到唐中宗的恩宠照顾，唐中宗敕令萧至忠的亡女与韦皇后的亡弟韦洵冥婚，崔无诐与萧至忠的女儿结婚，行婚礼的时候，唐中宗为萧氏主婚，韦皇后为崔氏主婚，提供的礼品很丰厚，当时的人称之为“天子嫁女，皇后娶妇。”唐隆政变后，韦皇后和萧至忠都被杀，萧至忠的女儿也死了，崔无诐受到连带处罚被贬官到外地很久。
开元年间，崔无诐担任益州司马，适逢杨国忠新都尉，和崔无诐关系很好，杨国忠借事推荐了崔无诐，崔无诐屡次升任陕郡太守、少府监、荥阳郡太守。天宝十四载（755年），安禄山造反南进，崔无诐招募士兵抵御他。安禄山攻克陈留郡之后，凶猛的攻势更盛，军民震骇，两天就攻到了荥阳郡，攻城时箭矢如雨，崔无诐和官吏都被安禄山军俘虏，不久就被杀，安禄山派人将崔无诐的头颅送到河北示众。唐玄宗下诏赠予崔无诐礼部尚书，谥号毅勇，赐给崔无诐一个儿子以官职。

## 家庭

### 子女
- 崔倚，唐朝大理评事、邠宁节度判官

## 延伸阅读
[在维基数据编辑]
 《舊唐書·卷187下》，出自刘昫《舊唐書》